# 이와나가히메
이와나가히메(일본어: 石長比売 イワナガヒメ[*]는 일본 신화에서 등장하는 바위 의 여신이다.

## 신화에서
신화에서는 아버지인 오야마쓰미노카미는 이와나가히메와 고노하나노사쿠야비메를 니니기에게 같이 보냈으나, 니니기는 못생긴 이와나가히메를 돌려보내고 아름다운 고노하나노사쿠야비메와만 결혼했다. 오야마쓰미노카미는 이에 분노하여, "내가 딸 둘을 함께 보낸 것은, 이와나가히메를 아내로 삼으면 천진신의 자식 (니니기)의 목숨은 바위처럼 영원할 것이며, 고노하나노사쿠야비메를 아내로 삼으면 나무에 꽃이 피듯 번영할 것이라고 서약을 세웠기 때문이다. 고노하나노사쿠야비메와만 결혼하면 천진신의 목숨은 나무에 핀 꽃처럼 덧없게 될 것이다"고 말하였다. 그래서 그 후손인 천황의 수명도 신들만큼 길지 않다고 한다. (천손강림 문서 참조).